# Hermann Erythropel
Hermann Ernst August Erythropel (* 6. Oktober 1874 in Celle; † 1930) war ein deutscher Jurist, Autor und Ministerialbeamter.

## Leben
1898 promovierte er an der Universität Göttingen mit dem Thema Das Recht am Luftraum. Er kam in den preußischen Justiz- und Verwaltungsdienst und wurde 1909 Regierungsrat. Ab 1911 war er Hilfsarbeiter im Reichsschatzamt und im Preußischen Finanzministeriums. Hier wurde er 1913 Geheimer Finanzrat und Vortragender Rat und 1917 als Ministerialrat Geheimer Oberfinanzrat.
1921 wurde er Leiter des Generalreferats im Preußischen Finanzministeriums und wurde im gleichen Jahr stellvertretender Bevollmächtigter Preußens zum Reichsrat, was er bis zu seinem Ruhestand blieb. 1922 wurde er Mitglied der Hauptverwaltung Staatsschulden. Ab 1923 war er als Ministerialdirektor Leiter der Preußischen Krongutverwaltung und zusätzlich ab 1925 Mitglied des Ausschusses der Preußischen Staatsbank. 1928 wurde er in den einstweiligen Ruhestand versetzt.
Ab 1920 veröffentlichte Erythropel mehrere Bücher zum Preußischen Besoldungsgesetz und dessen Änderungen. Ein Teil seiner Werke wurden als Nachdrucke erneut aufgelegt.

## Werke (Auswahl)
- gemeinsam mit Karl von Gemmingen-Hornberg und Wilhelm Berndt: Die Mitglieder der Bremensia zu Göttingen vom 19. Juni 1812 bis zur Gegenwart. 3. Auflage, 1900.
- Das Recht der weltlichen Vereine und geistlichen Orden in Frankreich nach dem Gesetz vom 1. Juli 1901. Otto Liebmann, 1904.
- gemeinsam mit Martin Jonas: Hinterlegungsordnung vom 21. April 1913 nebst der Ausführungsvorschriften und der Übergangsbestimmungen. Vahlen, 1914.
- Die Preußischen Besoldungsgesetze vom 7. Mai 1920. Müller, Berlin, 1920.
- Die Preußischen Besoldungsgesetze vom 17. Dezember 1920. H. W. Müller, Berlin, 1920, mehrere Auflagen (3. Auflage 1925):
  - 1. Ergänzungsheft
  - 2. Ergänzungsheft: Die Gesetze vom 24. November 1921, 1922
  - 3. Ergänzungsheft: Die Gesetze vom 19., 13. u. 27. April 1922, 1922.
  - 4. Ergänzungsheft: Das Gesetz vom 15. Juni 1922. 1922.
  - 5. Ergänzungsheft: Die Änderungen ab 1. Juni 1922. 1922.
  - 6. Ergänzungsheft: Die Änderungen ab 1. Juli und 1. August 1922. 1922.
- Die Preußischen Besoldungsvorschriften vom 8. Juli 1921. H. W. Müller, Berlin, 1921.
- Das Preußische Besoldungsgesetz vom 17. Dezember 1927. H. W. Müller, Berlin, 1928, mehrere Auflagen (5. Auflage 1932).